# Hasse Persson (fotograf)

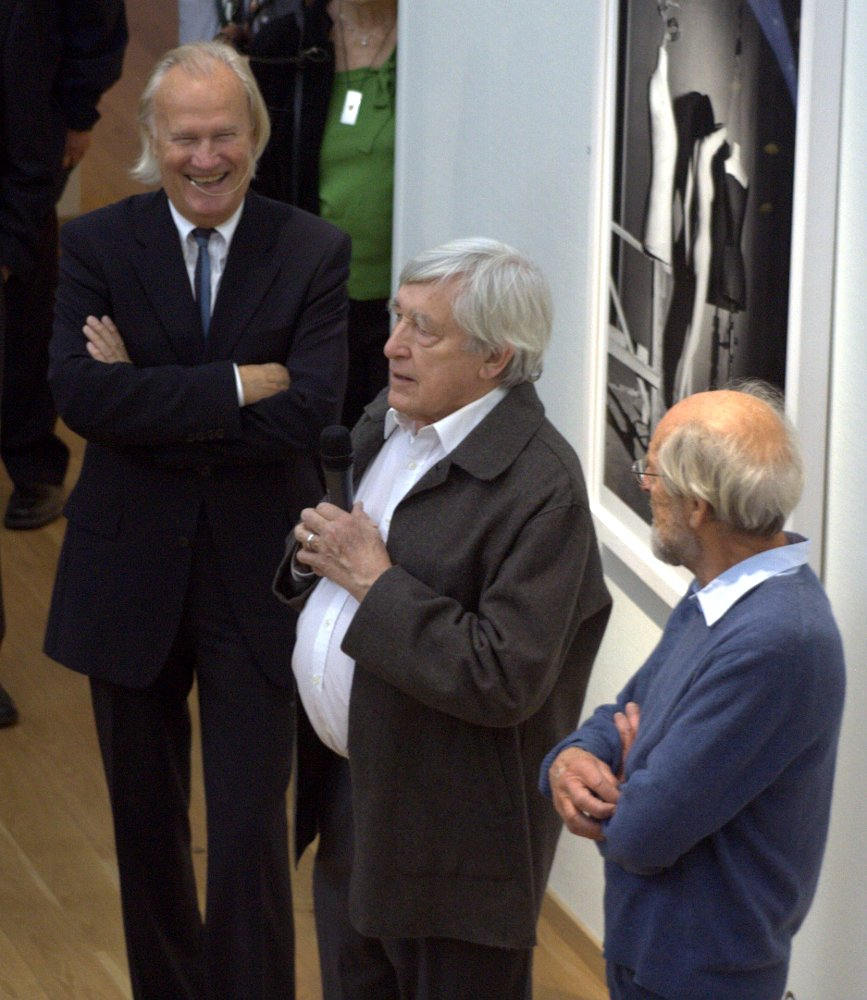
Hasse Persson, Hans Hammarskiöld och Lennart Olson på Borås konstmuseum 2009

Hasse Persson, född 4 november 1942 i Borås, är en svensk fotograf. 
Han började som fotograf 1958 på Borås Tidning. Åren 1967−90 var han bildjournalist i USA för Dagens Nyheter och Expressen. Han skildrade bland annat presidentvalskampanjen och livet på nattklubben Studio 54 i New York. År 1974 gavs hans bok Amerikabilder ut. Hans bilder har bland annat publicerats i Paris Match, Life, Newsweek och The New York Times. Tillbaka i Sverige har han varit kurator och konstnärlig ledare för Hasselblad Center i Göteborg. 2005 utnämndes  Hasse Persson till chef för Borås Konstmuseum. För närvarande är Hasse Persson konstnärlig ledare för konsthallen Strandverket i Marstrand.
Hasse Persson har gett ut fem fotoböcker och har mottagit kunglig medalj för sina konstnärliga insatser som fotograf.
Hasse Persson är bosatt i Hyssna i Marks kommun.
Persson spelade Paul i Bo Widerbergs Joe Hill.